# 内耳

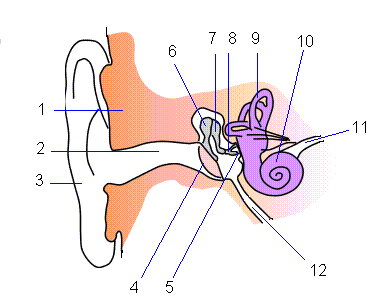
ヒトの耳（紫色の部分が内耳）

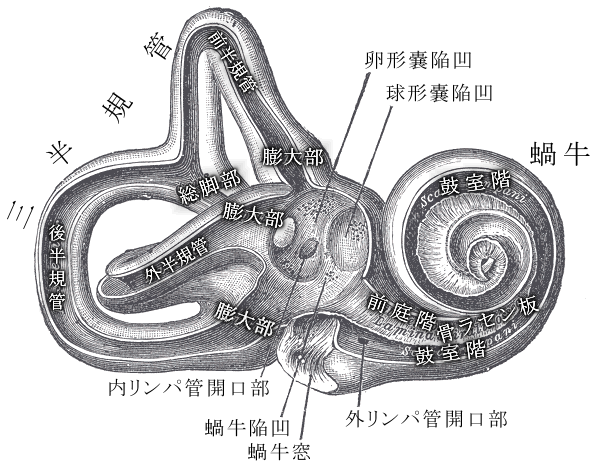
ヒトの内耳

内耳（ないじ、英語: inner ear, ドイツ語: inneres Ohr, ラテン語: auris interna）は、耳の最も内側にあたる部分である。

## 概論
耳は外側から内側へ向かって外耳、中耳、内耳に分けられる。おおまかに述べると外耳は外界から鼓膜までの部分、中耳は鼓膜とその奥（内側）にある鼓室、ならびに鼓室と鼻腔を結ぶ耳管である。内耳は中耳のさらに奥にある器官で、頭蓋骨の中（細かく言うと頭蓋骨の一部である側頭骨の、錐体と呼ばれる部分の内部）にある複雑な形の腔の中に、聴覚や平衡覚に関与する装置をもつ。
内耳は大きく蝸牛、前庭、三半規管（半規管）の3つの部分に分けられる。蝸牛はその名のとおり蝸牛（カタツムリ）状の部分で、聴覚に関与する器官であり、ここに音を神経（蝸牛神経）に伝えるための構造がある。半規管は半円周状の管で、一側の内耳に3本ある。前庭は蝸牛と半規管の間の部分であり、蝸牛と半規管への玄関にあたることからこの名がある:154。前庭・半規管は平衡感覚（重力の向きや、直線加速度、角加速度）を受容するための器官である。

## 内耳の構造と機能の概要

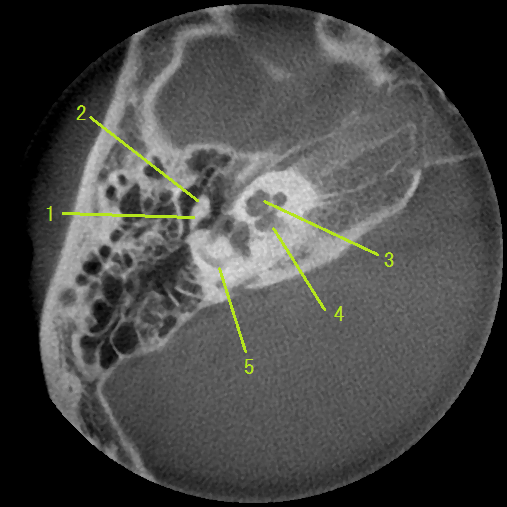
正常な内耳・中耳のCT像。1: キヌタ骨体部、2: ツチ骨頭、3: 蝸牛、4: 内耳道、5: 外側半規管

内耳を形作る側頭骨の腔は複雑な形をしており、これを骨迷路 (osseous labyrinth) と呼ぶ。骨迷路の中には骨迷路と同じ形の膜があり、膜迷路 (membranous labyrinth) と呼ばれる。すなわち内耳は骨迷路の中に膜迷路がある、いわば二重のトンネル構造となっている。
骨迷路の中で膜迷路の外の部分、すなわち骨と膜の間は外リンパ隙と呼ばれ、外リンパと呼ばれる液体で満たされる。膜迷路の中は内リンパ (endolymph) と呼ばれる液体で満たされる:154。外リンパと内リンパは組成が異なる:165。
骨迷路と膜迷路は同じ形であるが、細部の名称の多くは別となっており、骨迷路を指すのか膜迷路を指すのか区別できるようになっている。例えば、骨迷路のうち蝸牛を形成する部分を蝸牛ラセン管といい、膜迷路のうち蝸牛ラセン管の中にある部分は蝸牛管と呼ばれる。したがって、これらの語が適切に用いられていれば骨迷路を指すのか膜迷路を指すのかを判別可能である。ただし、骨迷路と膜迷路でまったく同じ名称が用いられている部分がいくつかあり、これらは名称だけでは骨迷路か膜迷路か区別できない。

### 蝸牛

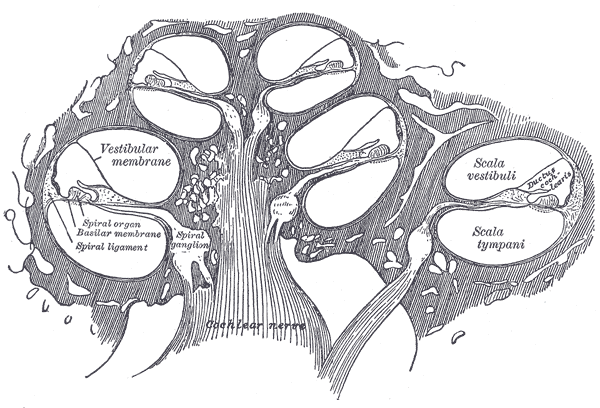
蝸牛の断面図

軸の周りをらせん状の管が取り巻く形状をしている。巻き数は2回転半とも2回転3/4ともいわれる。蝸牛の内部は二階建て構造で1階部分を鼓室階、2階部分を前庭階と呼ぶ。鼓室階と前庭階は頂上部分で交通している。鼓室階と前庭階の間、いわば中2階にあたる位置に膜迷路があり、蝸牛管あるいは中央階と呼ばれる。
蝸牛管の上側（らせんの頂上側）、前庭階との境界をなす膜を前庭膜あるいはライスネル膜と呼ぶ。蝸牛管の下側、鼓室階との境界をなす膜を基底膜と呼ぶ。基底膜上には有毛細胞をもつコルチ器（ラセン器）がある。コルチ器は音の受容器である。
外耳から入る空気の振動は中耳の鼓膜、耳小骨を介して内耳の前庭の前庭窓（卵円窓）に伝わり、前庭階の外リンパを振動させる。振動は前庭階を昇り、頂上部から鼓室階へ移り鼓室階を下る。この振動がコルチ器の有毛細胞を刺激し、その刺激が神経から脳に伝えられ音として感じられる。

### 前庭

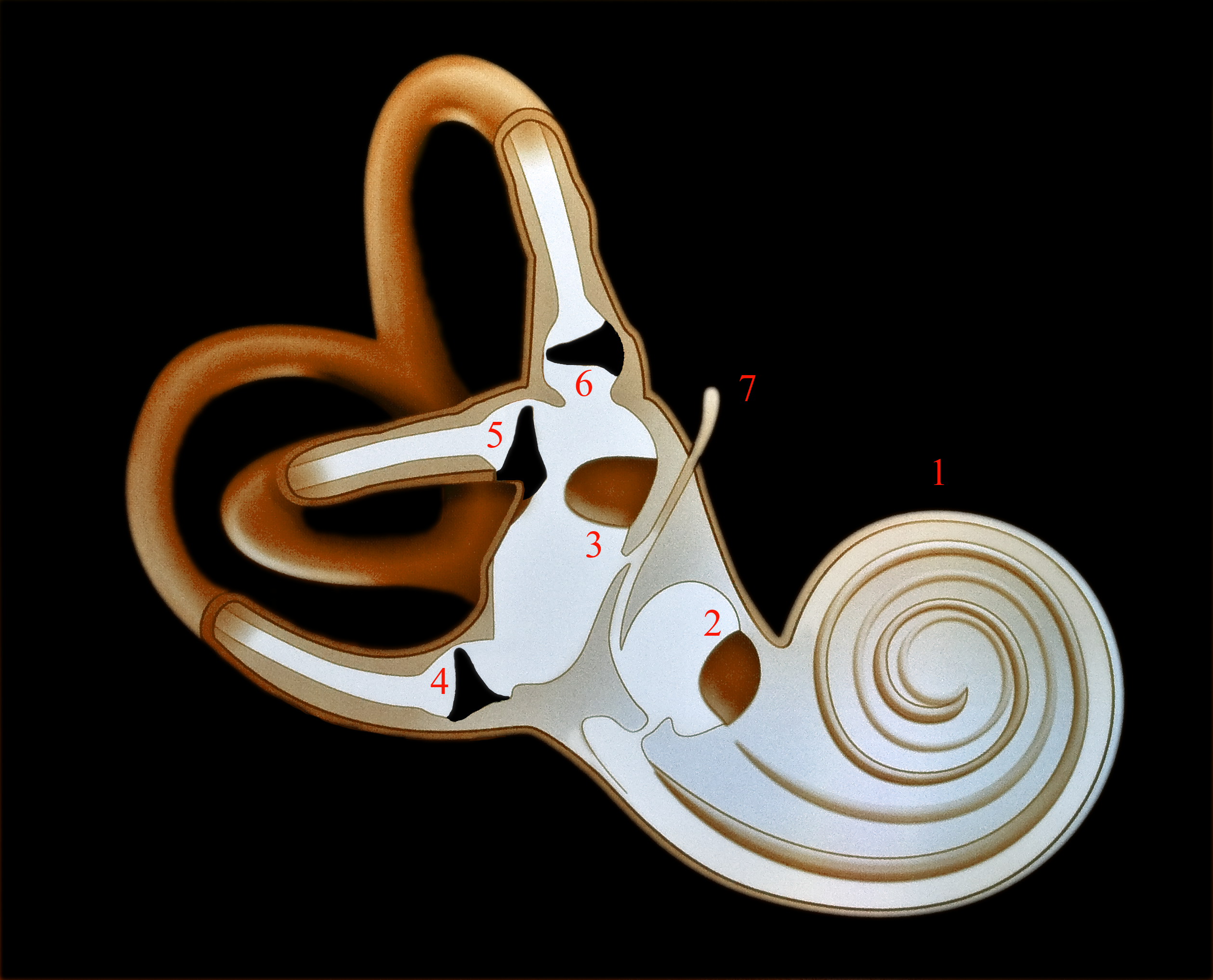
内耳の説明図。1: 蝸牛、2: 球形嚢（茶色の部分は平衡斑を示す）、3: 卵形嚢（茶色の部分は平衡斑を示す）、4 - 6: 半規管の膨大部（黒く細い三角形は膨大部稜を示す）

内耳の中央部分であり、中耳の鼓室と接する。
前庭の膜迷路には卵形嚢、球形嚢と呼ばれる袋状の部分がある。卵形嚢と球形嚢の内がわには平衡斑と呼ばれる装置があり、頭の傾斜や直線加速度を感受する。
平衡斑のしくみは概ね次のとおりである。有毛細胞が並んでおり、それをゼラチン状の物質が覆い、その上に炭酸カルシウムの結晶が載っている。この炭酸カルシウムの結晶を平衡砂あるいは耳石といい、ゼラチン状の物質は平衡砂膜と呼ばれる。有毛細胞の毛は平衡砂膜の中に突き出ている。直線の加速度が生じると（例えばヒトが前方へ移動し始めると）有毛細胞と平衡砂の位置にズレが生じ、有毛細胞の毛が刺激される。その刺激が神経から脳に伝えられ直線加速度を感じるようになっている。卵形嚢の平衡斑と球形嚢の平衡斑は互いに垂直で、前者は水平方向の直線加速度を、後者は垂直方向の加速度を感受する。頭部を傾けたときも平衡砂がずれて有毛細胞の毛が刺激され、傾きを感受する。

### 半規管

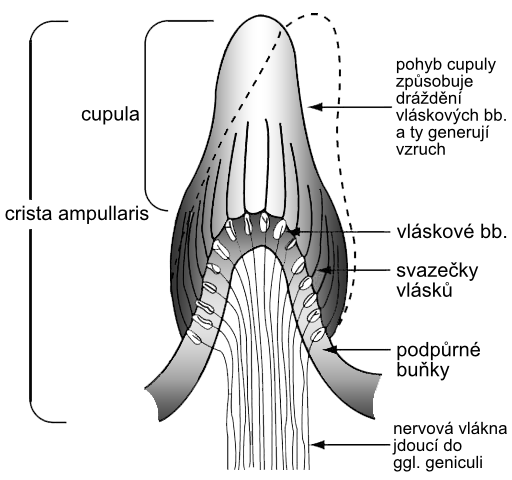
膨大部稜の概略。図中の cupula がクプラで、有毛細胞の毛を覆っている。

半円周状の管で、一側の内耳に3つある。骨迷路を骨半規管 (semicircular canal)、膜迷路を膜半規管 (semicircular duct) と呼び区別するが、医学書などでは膜半規管を単に半規管ということがある。3つの半規管それぞれの名称は前半規管、外側半規管（水平半規管）、後半規管である（骨迷路と膜迷路を区別する日本語名はない）。前半規管、外側半規管（水平半規管）、後半規管それぞれが角加速度を感受する。それぞれの半規管含む面は互いに垂直である。
それぞれの膜半規管の両端は前庭の卵形嚢につながる。両端のうち一方は膨隆しており、この部分は膨大部 (ampulla) と呼ばれる。この内がわに角加速度を感受する装置があり、膨大部稜という。
膨大部稜のしくみは概ね次のとおりである。膨大部の壁に有毛細胞がならんでいる。有毛細胞の毛は半規管の内がわを向いていてゼラチン状の物質（クプラという）に覆われている。頭に角加速度が生じると半規管にも角加速度が生じるが、慣性の法則により内リンパはとどまろうとするので相対的に逆向きの流れが生じる。その結果、有毛細胞の毛が刺激され、その刺激が神経から脳に伝えられ角加速度を感じるようになっている。例えば、頭部が右に回り始めると当然、半規管も右に回り始める。しかし、内リンパはその場にとどまろうとするので、半規管からみると内リンパが左回りに流れ始めるようにみえる。その流れが有毛細胞の毛を刺激し、角加速度を感じるのである。
前述のとおり、3つの半規管は互いに垂直である。このため、どの方向の角加速度でも感受することができる。

## 内耳と神経
内耳から脳へ感覚を伝える神経は内耳神経である。内耳神経は2つの枝にわかれており、蝸牛につながる枝を蝸牛神経、前庭と半規管につながる枝を前庭神経という。内耳神経を聴神経と呼ぶこともある。

## 内耳と疾患
内耳は聴覚の受容器であり、平衡覚の受容器である。内耳や内耳神経に疾患を生じ、これらの機能が障害された場合は、難聴やめまい、眼振などを生じる。以下にいくつか紹介する。
メニエール病
回転性のめまいが数十分以上つづく。内リンパ水腫が原因とされている。
良性発作性頭位眩暈症
体位変換により（例えば前屈する、寝返りをうつ）めまいが起こる。平衡斑の平衡砂が半規管の中に迷い込んで起こるのではないかといわれている。
鎖骨下動脈盗血症候群
一側の鎖骨下動脈の狭窄が原因で内耳や小脳への血流が不足し（ここでは詳細を省略する）、その結果めまいや難聴を起こす。